# 20787 Мітчформен
20787 Мітчформен (20787 Mitchfourman) — астероїд головного поясу, відкритий 2 вересня 2000 року.
Тіссеранів параметр щодо Юпітера — 3,592.